# Hadas Ben Aroya
Hadas Ben Aroya est une actrice, cinéaste et showrunner née en 1988 en Israël.

## Biographie
Hadas Ben Aroya se forme à la Steve Tisch School of Film and Television de Tel-Aviv. Elle y réalise un court-métrage puis son film de fin d'étude et premier long métrage, People That Are Not Me. Celui-ci est présenté en première au Festival international du film de Locarno,, dans la sélection Signs of life puis sélectionné dans de nombreux festivals internationaux. Elle participe en 2017 à la Berlinale Talents. Son deuxième long-métrage All Eyes Off Me sort en 2022 en France, après être passé par la Berlinale. En 2023, elle présente au festival Canneseries sa première série en tant que showrunner, Corduroy.

## Filmographie

### Cinéma

#### Comme actrice
- 2018 : People That Are Not Me[8] : Joy
- 2019 : Peaches and cream : Billy the Tuber

#### Comme réalisatrice
- 2013 : Sex Doll (court-métrage)[9]
- 2018 : People That Are Not Me[10],[11]
- 2022 : All Eyes Off Me[12],[13]

### Série
- 2023 : Corduroy

## Récompenses
- Prix “Découverte de l’année” du Forum des critiques de cinéma israéliens pour Peaches and cream
- Ophir Award meilleur second rôle féminin pour Peaches and cream
- Grand Prix au Festival du film de Mar Del Plata pour People That Are Not Me
- Mention spéciale Grand prix du jury au Festival international de films de femmes de Créteil pour People That Are Not Me
- Meilleur film au Jérusalem Film Festival pour All Eyes Off Me